# Улып
У́лып (чув. Улӑп, верх. чув. Олӑп, Ӑлӑп) — исполин, богатырь, фольклорный персонаж. Восходит к общетюркскому герою Алп (Алып).

## Эпосы
Чуваши в своих преданиях и мифах Улыпов наделили неимоверным ростом и необычайной силой, который выполнял в их мировоззрениях роль проотца, первопредка, покровителя и защитника народа.
По чувашским народным сказаниям, Улып прекрасно владеет луком, мечем и молотом, он выковал небесную радугу «Асамат кĕперĕ» (Чудо мост) в своей кузнице, по которому чуваши спустились с мировой горы Арамази на Волгу, спасаясь от всемирного потопа. Когда Улып распахивал землю, он оставлял за собой овраги, а когда вытряхивал землю из своих сапог, образовал холмы (Улăп тĕми) и курганы (чув. Улӑп тӑпри), куда наступал там образовались озёра. Одна из легенд гласит что когда ребенок одного из семьи Улыпов увидел как земной человек сохой пахал поля, задался вопросом, что это за дичь, такая маленькая, но очень мастеровито обработает землю и сделав все большой черной пашней. После чего берет чуваша-пахаря, его коня, соху и кладет к себе в карман, чтоб отнести домой и показать своей матери, когда он шел, чуваш наблюдал из кармана что все деревья он перешагивал как травинки. Придя домой и показав матери, его дома поругали и велели отнести человека обратно туда откуда он его взял, от него и пошел наш род.
Когда Улып принес людям огонь, из за чего он был прикован к мировой горе Арамази где его клевала хищная птица, в честь этого на небе до сих пор можно увидеть их силуэты — Созвездие Ориона и созвездие Орла.
Улып сопоставим с древним чувашским эпическим героем — Хӑнар (Хӑмар), встречающимся в образе первопредка в легендах и преданиях гуннов, венгров и волжских болгар. В фольклоре предков чувашей встречалось и название эпического героя Тэнке (Тӗнке), зафиксированное в письменных памятниках о волжских болгарах (XII в.).

## Происхождение
Слово «Улып» на чувашском языке означало «бугай», «исполин», «великан», «силач», «гигант» . Происходит от общетюркского «алп» и первоначально означало «быка», «вола», «тура», который был заимствован из финикийского языка как «Алп» со значением «бык». У древних людей бык всегда ассоциировался с силой и выносливостью, быки считались символом крепости и мощи, по этому существуют такие идиомы как «здоров как бык», «силен как бык» и такие слова как «Бугай» (от тат. буга) от него же и вытекающие фразы «вот это Бугай вымахал», или «здоровый Бугай». Даже тюркское слово «Богатырь» — происходит от корня Буга, Бога — со значением на многих языках мира как Бык. Тюркские слова: турец. Boğa, тат. Буга, алт. Бука, орх-енисейск Вuqa, чув. Вăкăр, булг. Огур, огуз. Огуз. В некоторых нетюркских языках тот же корень этого слова: бык (рус.), bika (венг.), boq (осет.), boqe (перс.), укр. бик, болг. бик, сербохорв. би̑к, словенск. bìk, чешск. býk, польск. byk. . Слово Богатырь — известен также в формах: бахадур, батор, баты́р, батур, боотур, бахадир, паттăр, монг. baγatur, др.-тюрк. багатур — «силач» — почётный титул у монгольских и тюркских народов за военные заслуги, присоединяемый к имени (например, Субэдэй-багатур, Есугэй-багатур). У тюркско-монгольских народов «Бык» был высшим тотемом силы, по этому многие их племена и рода назывались быками. Согласно этимологическому словарю слово «богатырь» заимствовано из древнетюрк. *baɣatur — делится на 2 части Буга и Тор — Корень и слово «тур» со значением «вол, бык» распространен в основном в индо-европейских и семитских языках. Приведем примеры: др.-русск. «туръ», ст.-слав. «тоуръ», лит. «taũras», исп., итал. «toro», франц. «taureau», датск. «tyr», др. греч. «tauros», латин. «taurus».
Древние тюрки так же свои племена называли в честь этого животного, Огуры (Вунгары) от венг. ökör , племена Огузов от öküz где разница в булгарском ротацизме *z > r. ökör > öküz > wăkăr — вол, бык.
В тюркских языках кирг., к. калп. алп, казах., тат., хак. алып, башк. уст. алпамыша — «исполин», «великан», «силач», «богатырь», «герой».

## История фиксаций народных сказаний об Улыпе
Чувашские сказания об Улыпе впервые были записаны К. Мильковичем в 1784 году. В XIX веке их записывали М. Ф. Фёдоров, Г. Т. Тимофеев и другие. В XX веке особенно большой вклад в этом деле внёс Хв. Сюин, который к 1990 годам, на основе подобных, собранных им самим и другими людьми, сказаний, создал самостоятельное оригинальное произведение — эпос «Улып».
К настоящему времени все эти записи хранятся в библиотеках и специализированных архивах. Только в архиве Чувашского гуманитарного института их насчитывается несколько сотен.
Сказания о человекоподобных великанах были и у исторических предков чувашей — волжских болгар.